# صالح العويل
صالح العويل (19 مارس 1946 - 5 فبراير 2025) هو ممثل مصري.

## سيرته
ولد صالح العويل في يوم 19 مارس 1946 بمحافظة الشرقية، وأقام لاحقا في منطقة باسوس بمحافظة القليوبية.
كانت البداية الفنية في ستينيات القرن العشرين، دخل مجال العمل بالفن عن طريق الفنان مطاوع عويس، الذي كان يجلس معه على مقهى «بشارع عماد الدين» والذي رشحه للاشتراك في فيلم اللص والكلاب بدور صغير وسط المجاميع في نهاية الفيلم، وقد ظهر العويل بعدها لعدة دقائق وربما دقيقة واحدة في عدد من أشهر الأعمال الفنية.
من أشهر أعماله بالشخصيات السينمائية مثل شخصية سائق الأتوبيس الذي عمل حادثة في فيلم “ضد الحكومة”، وشاويش السجن الحربي في فيلم “البريء”، وأحد أفراد عصابة البروفيسور في فيلم “الشيطانة التي أحبتني” وفرد العصابة في فيلم “العميل رقم 13″، وعسكري السجن في فيلم “حنفي الأبهة”، والمسجون في فيلم “ومضى قطار العمر”.

## أعماله

### الأفلام
ظهر العويل في عدد كبير من أشهر الأفلام السينمائية بداية من فيلم “اللص والكلاب” مع شكري سرحان وشادية، كما شارك في عدد كبير من الأفلام مع كبار النجوم ومنهم فريد شوقي في “كلمة شرف” و”ضاع العمر يا ولدي”، ومحمود عبد العزيز “أبناء وقتلة”، وأحمد زكي في “الإمبراطور” و”مستر كاراتيه” و”حسن اللول”، ونور الشريف في “كتيبة الإعدام” و”131 أشغال” و”لهيب الانتقام”، ومحمود ياسين في “الرصاصة لا تزال في جيبي” و”بدور” و”الخيط الرفيع”، وعادل إمام الذي شارك معه في عدد كبير من الأفلام ومنها “المولد” و”الحريف” و”عصابة حمادة وتوتو” و”احنا بتوع الأتوبيس” و”جزيرة الشيطان” و”الإرهاب والكباب” و”شمس الزناتي” و”النوم في العسل”.

### المسلسلات
شارك أيضا في عدد كبير من أشهر المسلسلات التليفزيونية ومنها “رأفت الهجان” و”ليالي الحلمية” و”أخلام الفتى الطائر” و”السيرة الهلالية” و”زيزينيا” و”نصف ربيع الآخر” “وقال البحر” و”جبل الحلال” و”عايزة أتجوز” و”المصراوية” و”عفاريت السيالة” و”كناريا وشركاه” و”الأصدقاء” و”العصيان” و”أميرة في عابدين” و”جحا المصري” و”فارس بلا جواد” و”الكومي” و”أوان الورد” و”الرجل الآخر” و”الحاوي”، بالإضافة إلى ظهوره في عدد من المسرحيات منها “الصعايدة وصلوا” و”حكيم عيون”.

## وفاته
توفي صالح العويل يوم الأربعاء 6 شعبان 1446هـ الموافق 5 فبراير (شُباط) 2025م، عن عمر ناهز ثمانية وسبعين عامًا.

## وصلات خارجية
- صالح العويل على موقع IMDb (الإنجليزية)
- صالح العويل على موقع روتن توميتوز (الإنجليزية)
- صالح العويل على موقع قاعدة بيانات الأفلام العربية
- صالح العويل على موقع قاعدة بيانات الفيلم (الإنجليزية)